# Първа егейска ударна бригада
Първа егейска народоосвободителна ударна бригада (на македонска литературна норма: Прва егејска народоослободителна ударна бригада) е комунистическа партизанска единица във Вардарска и Егейска Македония, участвала в така наречената Народоосвободителна войска на Македония.

## Дейност
Егейската ударна бригада е формирана на 18 ноември 1944 година в битолското село Драгош, главно от обединяването на Леринско-костурската македонска народоосвободителна бригада и Воденския народоосвободителен батальон. В нея се включват около 1500 души, отделили се от Гръцката народна освободителна армия (ЕЛАС) след разтурянето на Славяномакедонския народоосвободителен фронт (СНОФ), както и част от Народоосвободителната бригада „Гоце Делчев“. Бригадата е разделена на Костурски, Лерински, Воденски и придружителен батальон. Между 6 и 8 януари 1945 година се провежда вътрешнопартийна конференция на Македонската комунистическа партия.
При настъплението в Полог отделните батальони действат в Гостиварско, Врабчище и Баница и в Тетовско. В двумесечните акции между Заяс, Кичевско до Полог и към Шар са елиминирани около 400 балисти и техни ятаци. Новопристигащи доброволци формират нови два батальона, след което бригадата е преместена в Скопие в началото на март. Разделена е на два ешелона – единият в Гевгелийско, а другият в Битолско. Разформирана е на 2 април 1945 година, а бойците са преразпределени в други военни единици.

## Команден състав
- Илия Димовски-Гоце – командир
- Наум Пейов – заместник-командир
- Яни Люкров, заместник-командир
- Михайло Керамитчиев, политически комисар
- Динко Делевски, политически комисар
- Вангел Аяновски, заместник-политически комисар
- Васил Макриевски, заместник-политически комисар
- Стив Георгиев-Димов, началник-щаб
- Сотир Андоновски, командир на Първи (костурски) батальон
- Благой Даскалов, заместник-командир на Първи (костурски) батальон
- Вангел Мангов, политически комисар на Първи (костурски) батальон
- Спиро Лазаревски, заместник-политически комисар на Първи (костурски) батальон
- Мичо Тупурков, командир на Втори (лерински) батальон
- Левтер Олев, заместник-командир на Втори (лерински) батальон
- Никола Шишковски, политически комисар на Втори (лерински) батальон
- Коста Малиновски, заместник-политически комисар на Втори (лерински) батальон
- Михайло Попов, началник във Втори (лерински) батальон
- Ристо Кордалов, командир на трети (воденски) батальон
- Методи Биков, заместник-командир на Трети (воденски) батальон
- Георги Яков, политически комисар на Трети (воденски) батальон
- Динко Делевски, заместник-политически комисар на Трети (воденски) батальон
- Милтияди Попниколов-Цветко, командир на Четвърти батальон
- Пандо Марковски, заместник-командир на Четвърти батальон
- Аргир Кузовски, политически комисар на Четвърти батальон
- Ване Шишковски, заместник-политически комисар на Четвърти батальон